# Огюст Годіне
Огюст Годіне (фр. Auguste Godinet, 30 січня 1853 — 1 березня 1936) — французький яхтсмен.
Срібний призер Олімпійських Ігор 1900 (1-й заплив у класі 2—3 тонни), 1900 (2-й заплив у класі 2—3 тонни) років.